# Гонсалес, Рамон (легкоатлет)
Рамон Гонсалес Сильва (исп. Ramón González Silva; род. 24 августа 1966) — кубинский легкоатлет, специалист по метанию копья. Выступал за сборную Кубы по лёгкой атлетике в 1980-х и 1990-х годах, обладатель серебряной медали Игр доброй воли в Сиэтле, чемпион Панамериканских игр, двукратный чемпион Центральноамериканских и Карибских игр, победитель иберо-американского чемпионата, многократный чемпион Кубы, участник чемпионата мира в Токио.

## Биография
Рамон Гонсалес родился 24 августа 1966 года.
Первого серьёзного успеха в лёгкой атлетике на международном уровне добился в сезоне 1983 года, когда вошёл в состав кубинской сборной и выступил на Панамериканских играх в Каракасе, где в зачёте метания копья с результатом 78,34 выиграл серебряную медаль.
В 1985 году в той же дисциплине стал серебряным призёром на чемпионате Центральной Америки и Карибского бассейна в Нассау. Будучи студентом, представлял Кубу на Всемирной Универсиаде в Кобе, где занял итоговое пятое место.
В 1986 году одержал победу на Центральноамериканских и Карибских играх в Сантьяго, на домашнем иберо-американском чемпионате в Гаване.
На Панамериканских играх 1987 года в Индианаполисе вновь завоевал серебряную награду.
В 1988 году выиграл иберо-американский чемпионат в Мехико.
В 1989 году победил на центральноамериканском и карибском чемпионате в Сан-Хуане, был девятым на Всемирной Универсиаде в Дуйсбурге, пятым на Кубке мира в Барселоне.
В 1990 году на международном турнире в Братиславе превзошёл всех соперников, установив при этом свой личный рекорд в метании копья — 83,42 метра. Благодаря череде успешных выступлений удостоился права защищать честь страны на Играх доброй воли в Сиэтле — здесь показал результат 80,84 метра и выиграл серебряную медаль, уступив только советскому метателю Виктору Зайцеву. Также в этом сезоне победил на Центральноамериканских и Карибских играх в Мехико.
В 1991 году был лучшим на домашних Панамериканских играх в Гаване, тогда как на чемпионате мира в Токио в финал не вышел.
В 1992 году добавил в послужной список золотую награду, выигранную на иберо-американском чемпионате в Севилье.
В 1995 году взял бронзу на центральноамериканском и карибском чемпионате в Гватемале.
Завершил спортивную карьеру по окончании сезона 2000 года.